# Goheung-eup
Goheung-eup (koreanska: 고흥읍) är en köping i Sydkorea. Den är centralort i kommunen Goheung-gun i provinsen Södra Jeolla i den södra delen av landet, 330 km söder om huvudstaden Seoul.